# Temple Beiyue
Le temple Beiyue (北岳庙, « Temple du Pic Nord ») est un sanctuaire taoïste situé en Chine à Quyang dans la province du Hebei. Il était utilisé par les empereurs de la dynastie Song pour faire des sacrifices au mont Heng à l'époque où la montagne était occupée par la dynastie Liao. Le pavillon Dening du temple est le plus grand, le plus ancien et l'un des plus importants bâtiments en bois construits sous la dynastie Yuan,. Il contient également trois portails, un pavillon octogonal et de nombreuses stèles anciennes.

## Histoire
Le temple Beiyue est fondé pour la première fois sous la dynastie Wei du Nord (386-584) ou sous la dynastie Tang (618-907), mais le site est peut-être utilisé dès le IIe siècle avant notre ère durant la dynastie Han,. Le temple est reconstruit deux fois, d'abord en 991 après avoir été détruit par les Khitans dans les années 950, puis en 1270. D'après un dessin du temple datant de 1672, il avait dès cette époque sa disposition actuelle.
Durant la dynastie Song, le temple Beiyue est utilisé comme site alternatif pour effectuer des sacrifices au pic nord, le mont Heng, l'un des montagnes sacrées du taoïsme. À cette époque, le mont Heng est contrôlé par la dynastie Liao (916-1125). Afin de maintenir la légitimité politique et de recevoir le soutien des taoïstes, le temple Beiyue est choisi par l'empereur Song comme lieu pour faire des sacrifices au sommet. Même si la montagne n'est pas contrôlée par les Song, ils pensent qu'une « veine géomantique » qui dirigerait leurs sacrifices pourrait traverser le territoire contrôlé par l'ennemi et l'atteindre.

## Architecture

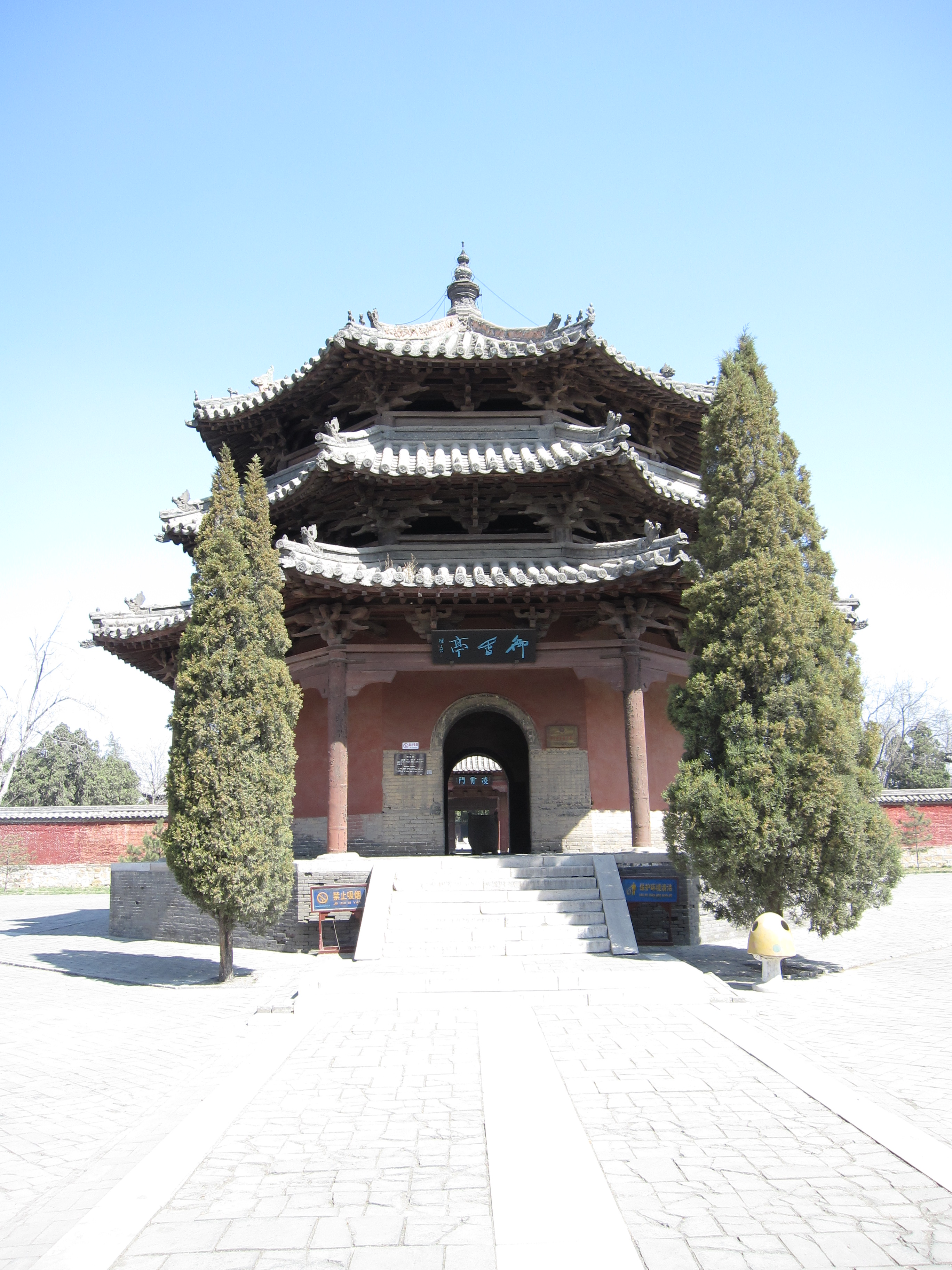
Le pavillon Tianyi.

Le temple Beiyue est disposé sur un axe nord-sud et comprend six bâtiments. Du sud au nord, les bâtiments sont : un portail, un bâtiment octogonal appelé le pavillon Tianyi (天一阁) qui a été construit sous la dynastie Ming, deux autres portails et le pavillon Dening (德宁殿). Une grande plate-forme devant le pavillon Dening expose désormais les restes de sculptures en pierre, mais accueillait autrefois un autre pavillon. Selon les panneaux d'informations du temple, de nombreux bâtiments sont reconstruits à la fin du XXe siècle.
Le mur entourant le temple faisait partie d’un mur d'enceinte qui entourait Quyang. La porte sud du temple était autrefois l'une des portes principales de la ville. Hormis les vestiges qui font partie du temple, il ne reste plus rien de ce mur. L'enceinte du temple abrite également plus de 137 stèles, datant de la dynastie Wei du Nord jusqu'à la dynastie Qing.

### Le pavillon Dening
Le pavillon Dening, le bâtiment principal du temple, est construit en 1270 sous la dynastie Yuan. Il est précédé d'une plate-forme massive connue sous le nom de yuetai (月台, litt. « plate-forme lunaire »), qui mesure 25 mètres sur 20. Construit sur une plate-forme très haute, le pavillon Dening est accessible soit par un escalier central avant, soit par l'un des deux escaliers latéraux attachés à la yuetai. Le périmètre de la plate-forme est entouré d'une balustrade en marbre blanc surmontée de lions. Le pavillon lui-même mesure sept travées sur quatre et est entouré d'une arcade couverte. Selon le Yingzao Fashi, un traité architectural de la dynastie Song, le pavillon Dening a 6 supports de colonne de type puzuo pour soutenir son toit. Ce type de support comporte trois bras de support transversaux et trois bras horizontaux qui sont les plus complexes encore debout datant de la dynastie Yuan. Sur la base des supports complexes, de la balustrade en marbre et de la hauteur de la plate-forme, Steinhardt identifie le pavillon Dening comme l'un des deux bâtiments en bois les plus éminents et les plus importants datant de la période Yuan,. Ces caractéristiques correspondent également étroitement aux descriptions de l'architecture de la capitale, ce qui signifie que le pavillon Dening est représentatif de l'architecture de Cambaluc, la capitale de la dynastie Yuan (actuelle Pékin).
Le pavillon Dening possède des peintures murales taoïstes peintes sur trois de ses murs. La peinture murale du mur ouest, qui daterait de la dynastie Tang, mesure 17 mètres sur 7 et représente une divinité locale de l'eau avec un être ailé au sommet. De dimensions similaires, la fresque du mur est représente le Roi-dragon. Le pavillon contient neuf statues, toutes datant d'une période plus récente que le bâtiment.